# 시모나 퍼우커
시모나 퍼우커(루마니아어: Simona Păucă, 1969년 9월 19일 ~ )는 루마니아의 전직 체조 선수이다. 그녀는 1984년 로스앤젤레스 하계 올림픽 평균대에서 팀 동료 에카테리나 사보와 함께 금메달을 땄다. 그녀는 단체 종합에서 금메달을 획득했고 개인 종합에서 동메달을 땄다. 현역에서 은퇴한후 그녀는 자신의 고향 클럽 디나모 부쿠레슈티에서 유소년 코치로 일했다.

## 참조
1. ↑  시모나 퍼우커 보관됨 2013-06-16 - 웨이백 머신. sports-reference.com
2. ↑  시모나 퍼우커 보관됨 2016-10-09 - 웨이백 머신. 루마니아 올림픽 위원회